# Ángel Cabrera (labdarúgó)
Ángel Rubén Cabrera (Mercedes, 1939. október 9. – Mercedes, 2010. november 15.) uruguayi válogatott labdarúgó.
Az uruguayi válogatott tagjaként részt vett az 1962-es világbajnokságon.

## Sikerei, díjai
Peñarol
- Uruguayi bajnok (5): 1960, 1961, 1962, 1964, 1965
- Copa Libertadores (2): 1960, 1961
- Interkontinentális kupa (1): 1961

Egyéni
- Az uruguayi bajnokság gólkirálya (1): 1960 (14 gól)